# Nipponeurorthus multilineatus
Nipponeurorthus multilineatus är en insektsart som beskrevs av Nakahara 1966. Nipponeurorthus multilineatus ingår i släktet Nipponeurorthus och familjen Nevrorthidae. Inga underarter finns listade i Catalogue of Life.